# Psammocora digitata
Psammocora digitata är en korallart som beskrevs av Milne Edwards och Jules Haime 1851. Psammocora digitata ingår i släktet Psammocora och familjen Siderastreidae. IUCN kategoriserar arten globalt som nära hotad. Inga underarter finns listade i Catalogue of Life.